# أليس في بلاد العجائب (مسلسل)
أليس في بلاد العجائب مسلسل رسوم متحركة ياباني مقتبس عن رواية أليس في بلاد العجائب للكاتب لويس كارول وقد تم إنتاجه في عام 26 مارس 1983 وهو عمل مشترك بين شركة "أبولو فيلم" الألمانية وشركة نيبون أنيميشن اليابانية.
المسلسل في الدبلجة العربية تم تقسيمه إلى جزئين:
- الجزء الأول (26 حلقة) كان من إنتاج شركة الريان.
- الجزء الثاني (26 حلقة) كان من إنتاج شركة بيسان.

## قصة المسلسل
يحكي المسلسل عن فتاة تتبع الأرنب الأبيض إلى الحفرة لتجد نفسها في بلاد العجائب حيث تقابل العديد من الشخصيات الممتعة وبما فيهم القط وملكة القلوب الفظيعة.كانت بداية المسلسل مشابهة كثيرًا لرواية الاصلية وثمة تغيرات أجريت في المسلسل.

## الحلقات
-الجزء الأول :
- 1 أليس والأرنب بيني باني.
- 2 حفرة الأرنب.
- 3 أليس في بحر الدموع.
- 4 التجمع للسباق
- 5 أليس العملاقة
- 6 هامتي دامتي.
- 7 الجرو الضخم .
- 8 الغابة المسحورة
- 9 القراصنة الغربان.
- 10 نصيحة من كاتربيلا.
- 11 أليس وبيضة الحمامة.
- 12 الطفل الغريب
- 13 تويدلدي وتويدلدم
- 14 الأسد في مواجهة وحيد القرن
- 15 مسابقة كروكيت القنافذ
- 16 قط مفترس
- 17 أليس والفارس الشريف
- 18 مهرجان الملابس التنكرية
- 19 جلسة الشاي
- 20 سيرك بلاد العجائب
- 21 ابن سيدة القلوب
- 22 قانون التعليم الإلزامي
- 23 فكرة بيني بني
- 24 اختفاء بيني بني
- 25 رحلة إلى بلاد الجليد الدائم
- 26 لغز المرايا المحير

- الجزء الثاني :
- 1 رحلة ملكة القلب
- 2 البطة الخجولة
- 3 يوم الغسيل الكبير
- 4 حلم الأغنام
- 5 التوأم دوسون
- 6 الأرنب الأبيض يتحرك
- 7 (عنوان غير مترجم)
- 8 بيني والفأر اللولبي
- 9 رجل الطقس وامرأة الطقس
- 10 الكنغر الغاضب
- 11 رحلة المنطاد
- 12 الغيوم
- 13 ضيف مزعج
- 14 الناي الصغير
- 15 الفيل
- 16 بيل الصغير
- 17 اللؤلؤة
- 18 (عنوان غير مترجم)
- 19 صورة عائلية
- 20 الشراب السحري
- 21 (عنوان غير مترجم)
- 22 الشموع الملونة
- 23 (عنوان غير مترجم)
- 24 طفل الشمبانزي
- 25 معركة الفرسان
- 26 الملكة أليس

## الموسيقى
موسيقى أليس في بلاد العجائب
تم إصدار Alice in Wonderland لأول مرة في سجل LP في 28 يوليو 1951، وأعيد إصدارها على قرص مضغوط صوتي CD في عام 1998.
Almost Alice هو ألبوم لموسيقى فنانين مختلفين مستوحى من Burton's Alice in Wonderland. يُعرف الألبوم أيضًا بأغاني مستوحاة من اقتباسات مباشرة من رواية لويس كارول الأصلية. تم إصدار الألبوم من قبل Buena Vista Records في 2 مارس 2010. ظهر لأول مرة في المركز الخامس على Billboard 200.

## شخصيات المسلسل
- أليس
- سيليا (أخت أليس)
- همبتي دمبتي (بيضة تمشي على حائط لا متناهي)
- ملكة القلوب
- بيني باني (أرنب أليس)
- الأرنب الأبيض
- بيل الصغير (سحلية)
- دوسون ( توأم)
- جبروكي ( تنين)

## روابط خارجية
- أليس في بلاد العجائب على موقع IMDb (الإنجليزية)
- أليس في بلاد العجائب على موقع كينوبويسك (الروسية)
- أليس في بلاد العجائب على موقع ألو سيني (الفرنسية)
- أليس في بلاد العجائب على موقع قاعدة بيانات الفيلم (الإنجليزية)
- أليس في بلاد العجائب على موقع ANN anime (الإنجليزية)
- Alice in Wonderland (أنمي) في شبكة أخبار الأنمي